# قصب السكر القصبي
قصب السكر القصبي (الاسم العلمي:Saccharum arundinaceum) هو نوع من النباتات يتبع جنس قصب السكر من الفصيلة النجيلية.